# Hygroamblystegium bestii
Hygroamblystegium bestii là một loài rêu trong họ Amblystegiaceae. Loài này được Renauld & Bryhn R.S. Williams mô tả khoa học đầu tiên năm 1916.